# Karl Steuernagel (Bauingenieur)
Johann Hubert Wilhelm Karl Steuernagel (* 26. Februar 1886 in Köln; † 1960) war ein deutscher Bauingenieur und Reichsbahndirektor.

## Leben
Karl Steuernagel war ein Sohn des späteren Kölner Stadtbaurates Carl Wilhelm Johann Steuernagel und seiner Frau Katharina, geb. Willmeroth (* 1862).
Er besuchte das Gymnasium in Köln, bevor er von 1904 bis 1909 an der TH Hannover Bauingenieurwesen studierte. Später schloss er eine Promotion ab. Als Bauingenieur kam er erst zur Königlichen Eisenbahndirektion Köln und dann zur Königlichen Eisenbahndirektion Münster.
Von 1914 bis 1918 war er im Ersten Weltkrieg aktiv, erhielt das Eiserne Kreuz II. Klasse und wurde Oberleutnant der Reserve.
Ab 1921 war er Hilfsarbeiter im Reichsverkehrsministerium in Berlin. Von 1924 bis 1933 war er in der Hauptverwaltung der neu geschaffenen Deutschen Reichsbahn-Gesellschaft in Berlin und wurde 1926 Reichsbahndirektor. Anschließend war er bis Kriegsende Präsident der Reichsbahndirektion Frankfurt am Main.
Steuernagel war mit Paula, geb. Kümpers, Tochter des späteren Geheimen Kommerzienrates und Landtagsmitglieds Franz August Kümpers (1839–1912), verheiratet. Das Paar hatte vier Kinder; zwei Töchter und zwei Söhne.

## Werke (Auswahl)
- Reichsbahn und kaufmännischer Geist. In: Verkehrstechnische Woche, 1922, S. 69 ff.
- Stückgutumladung mit Schleppzugbetrieb. In: Verkehrstechnische Woche, 1922, S. 230+231.
- Internationale Eisenbahn-Statistik. In: Reichsbahn, 1926, S. 516 ff.
- Statistik und Eisenbahn. Verkehrswissenschaftliche Lehrmittelgesellschaft der Deutschen Reichsbahn, Berlin, 1931.
- Konjunkturforschung und Eisenbahn. In: Reichsbahn, 1932, S. 99 ff.
- Zur Kapitalintensität der Eisenbahn. In: Reichsbahn, 1933, S. 150 ff.